# ريكاردو غراسا
ريكاردو غراسا هو لاعب كرة قدم برازيلي في مركز الدفاع، ولد في 16 فبراير 1997 في ريو دي جانيرو في البرازيل. لعب مع نادي فاسكو دا غاما.

## وصلات خارجية
- ريكاردو غراسا على موقع رابطة كرة القدم اليابانية للمحترفين (اليابانية)
- ريكاردو غراسا على موقع قاعدة بيانات كرة القدم.إي يو (الإنجليزية)
- ريكاردو غراسا على موقع Soccerway.com (الإنجليزية)
- ريكاردو غراسا على موقع عالم كرة القدم.نت (الإنجليزية)
- ريكاردو غراسا على موقع اللجنة الأولمبية الدولية (الإنجليزية)
- ريكاردو غراسا على موقع أوليمبيديا (الإنجليزية)
- ريكاردو غراسا على موقع اللجنة الأولمبية البرازيلية (البرتغالية)